# 痴心的我 (電影)
《痴心的我》是一部於1986年4月11日上映的香港电影，由高志森執導，張學友，罗美薇，李丽珍以及王敏德主演。

## 介绍
本片由高志森连同開心少女組成員羅美薇和李麗珍续開心鬼系列電影後拍攝的一部爱情小品电影，主要演員全部啟用當時剛剛走紅的新人，包括男主角張學友及王敏德。
張學友和羅美薇通過該片相識，並假戲真做成為現實中的情侶，兩人經過十年交往於1996年在倫敦註冊結婚，時至今日成為演藝圈中不可多得的一對模範夫婦，該片的插曲〈月半彎〉收錄于張學友的唱片《遙遠的她AMOUR》中，成為眾多樂迷心目中二人的定情歌。
2016年，張學友於座談會談及這套電影是他的首部愛情片，他以為拍戲要真，過程要讓自己真的喜歡那個人，結果就愛上了女主角(羅美薇)。

## 演员
- 張學友 飾 Jacky
- 羅美薇 飾 May
- 李丽珍 飾 珍 Jane
- 王敏德 飾 米高 Mike
- 陳慧嫻 飾 Priscilla，Jacky在加拿大的女朋友
- 谷峰   飾 珍父
- 焦姣   飾 珍母
- 邵傳勇 飾 珍弟
- 劉兆銘 飾 May父，學校校董
- 恬妮 飾 May母
- 葉榮祖 飾 校長
- 董驃   飾 電視中跑馬的解說員
- 高志森 飾 海灘上受到驚嚇的男子
- 金彪 飾 學校主任
- 葉輝煌 飾 機車失竊的男子
- 白韻琴 飾 學校老師
- 田青 飾 珍爺爺
- 陳果 飾 流氓
- 余振球 飾 Mike好友

## 外部連結
- 開眼電影網上《痴心的我》的資料（繁體中文）
- 豆瓣电影上《痴心的我》的資料 （简体中文）
- 时光网上《痴心的我》的資料（简体中文）
- AllMovie上《痴心的我》的资料（英文）
- 香港影庫上《痴心的我》的資料（繁體中文）
- 互联网电影数据库（IMDb）上《痴心的我》的资料（英文）